# Neocentropogon trimaculatus
Neocentropogon trimaculatus és una espècie de peix pertanyent a la família dels tetrarògids i a l'ordre dels escorpeniformes.

## Etimologia
Neocentropogon deriva dels mots grecs neos (nou), κέντρον (kéntron, fibló) i pogon (barba), mentre que l'epitet trimaculatus (que té tres punts) prové del llatí i fa referència a les seues tres taques corporals més visibles.

## Descripció
El seu cos fa 81 cm de llargària màxima i presenta, a banda de nombrosos punts, una taca darrere del cap (per sobre de les aletes pectorals) i altres dues fosques a l'aleta dorsal. Línia lateral contínua. Cos cobert d'escates cicloides parcialment incrustades a la pell. Origen de les aletes ventrals per sota de la base de les pectorals. Aletes pectorals, caudal i la part tova de la dorsal amb franges verticals. Patró de bandes fosques i estretes al voltant de la regió dels ulls, les quals emanen de les vores de la pupil·la. Mostra una sèrie lateral de punts foscos al llarg del nivell mitjà del cos.

## Hàbitat i distribució geogràfica
És un peix marí, bentònic i batidemersal (entre 203 i 225 m de fondària), el qual viu al Pacífic occidental: el talús continental del mar de la Xina Meridional, Austràlia (Austràlia Occidental, el Territori del Nord i Queensland) i Nova Caledònia.

## Observacions
És verinós per als humans i el seu índex de vulnerabilitat és d'alt a molt alt (70 de 100).